# Hockeyallsvenska finalen
Åren 1983-86 och 1988-96 spelade lag 1 och 2 i Allsvenskan en allsvensk final i bäst av fem matcher där vinnande laget gick direkt upp i elitserien och förlorande laget fick en ny chans till elitserieavancemang genom spel i den avslutande kvalserien.
Spelformen var ett nytt och fräscht grepp när den kom, men när elitserielagen från 1996 drev igenom att inga lag längre skulle kunna ramla direkt ur elitserien utan bara de två sista lagen efter säsongens slut skulle få spela en kvalserie mot fyra lag nerifrån om två platser fanns inte längre något utrymme för att två lag från allsvenskan (2000-2005 superallsvenskan) skulle kunna spela någon sådan final om en elitserieplats direkt. Samtidigt upphörde även ordningen att de två sämsta lagen från elitseriespelet under hösten spelade med Allsvenskan under våren.

## Åren 1983 - 1996
De första åren vann ettan i allsvenskans seriespel finalen i tre raka matcher. Det skedde inte mindre än fyra år i rad. De två första - länge också enda - gånger serietvåan över huvud taget vann en final hette den förlorande serievinnaren Västra Frölunda HC. 1995 kunde de dock själva spräcka den sviten genom att som serietvåa slå ut Rögle BK, och även den i allsvenska finalen 1996 vanns finalen av serietvåan som då hette Södertälje SK som vann mot serieettan Brynäs IF.

## Säsonger
[ 1983 | 
1984 | 
1985 | 
1986 | 
1988 | 
1989 | 
1990 | 
1991 | 
1992 | 
1993 | 
1994 | 
1995 | 
1996 ]

[ 2015
2016 | 
2017 | 
2018 | 
2019 | 
2020 ]